# Nouveau port de Mykonos
Pour les articles homonymes, voir Mykonos.
Le nouveau port de Mýkonos ou nouveau port de Toúrlos (Τούρλος, en grec) est un port de croisière et de plaisance situé dans la localité de Toúrlos sur l’île de Mykonos, dans l'archipel des Cyclades de la mer Égée en Grèce.

## Histoire
L'île de Mykonos possède deux ports principaux sur la mer Égée, sur la côte nord-ouest de l'île, le vieux port historique de la ville de Mykonos, dont les origines remontent à l'histoire de la Grèce antique, et ce Nouveau Port de Mýkonos, de Toúrlos, à environ 2 km au nord du vieux port,, et 6 km au nord-ouest de l'aéroport de l'île de Mykonos.

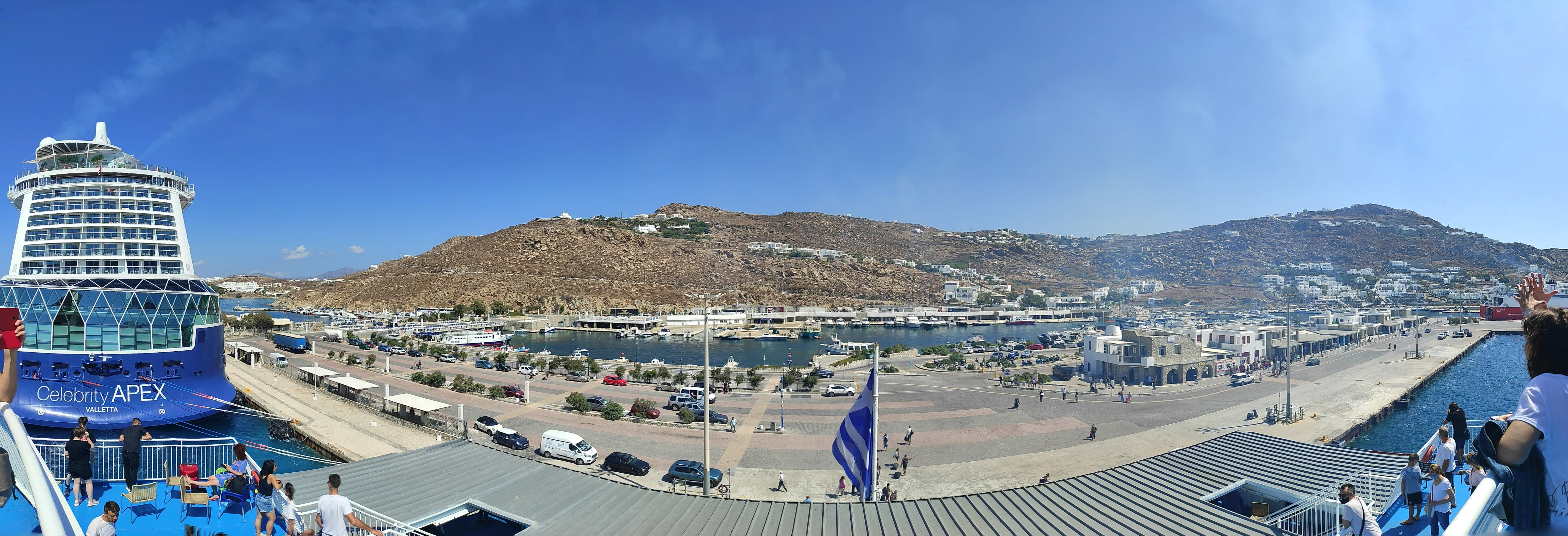

Ce nouveau port est construit en 1995 et inauguré en 1999, puis étendu avec le temps. Il est doté d'infrastructures portuaires modernes pour accueillir des grands navires, jusqu'à 330 m de long et 10 m de tirant d'eau, de type yachts, ferrys, paquebots et navires de croisière, avec un trafic annuel de près de 800 navires pour près d'un million de passagers annuels.  

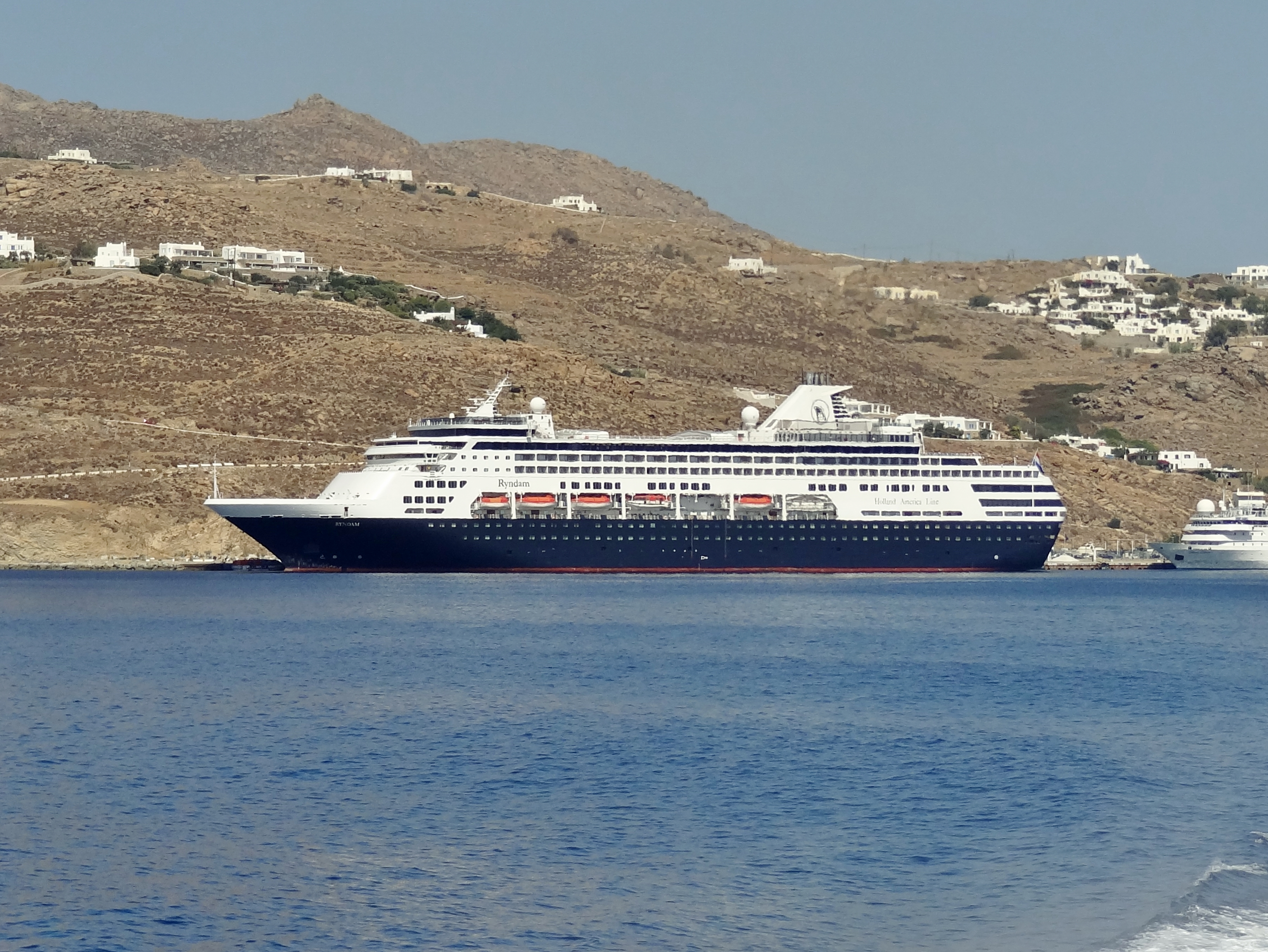
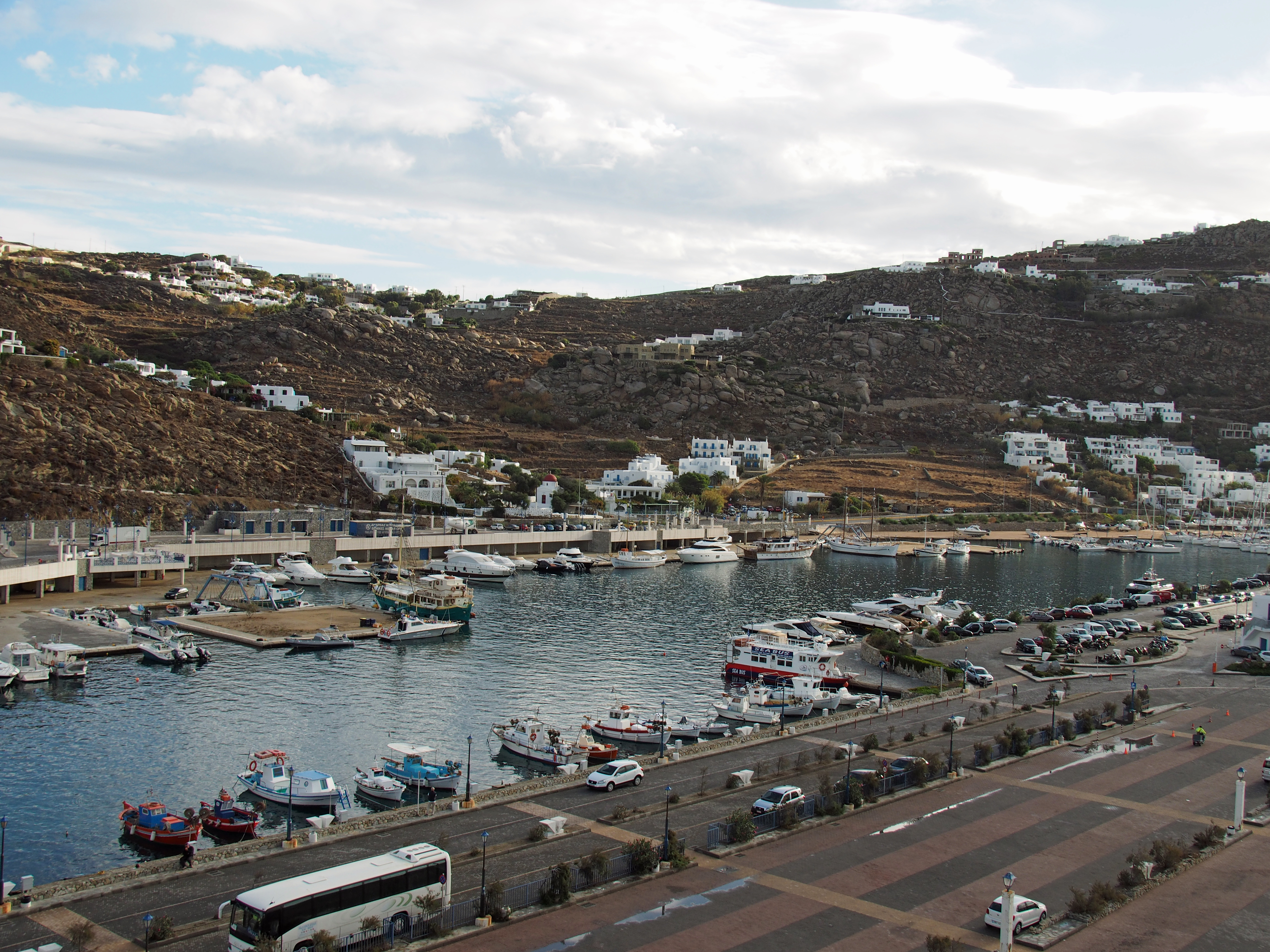
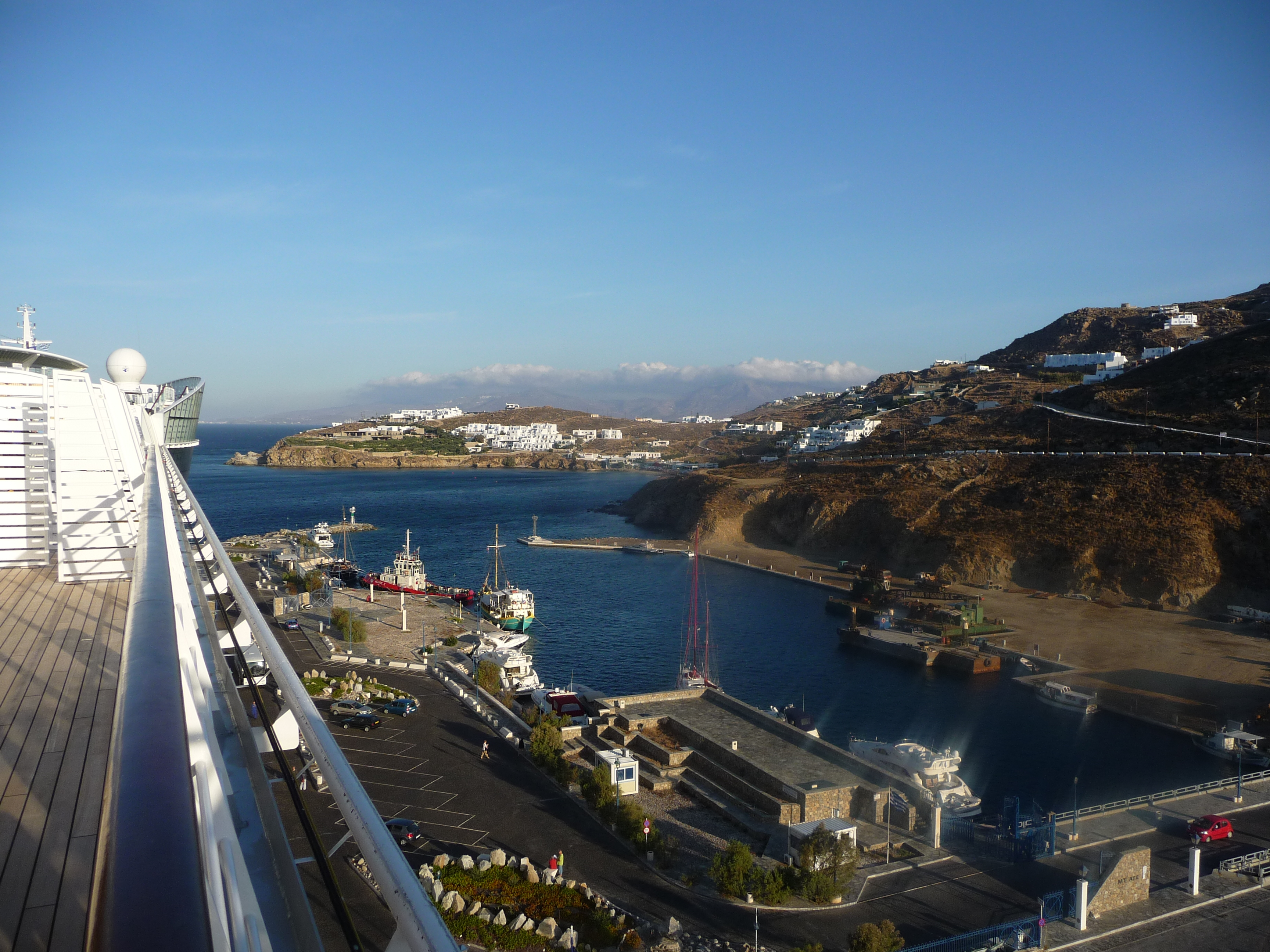

La liaison avec Mykonos (ville), à 2 km au sud, est assurée par réseau routier, ou par navettes maritimes (bateau-bus).

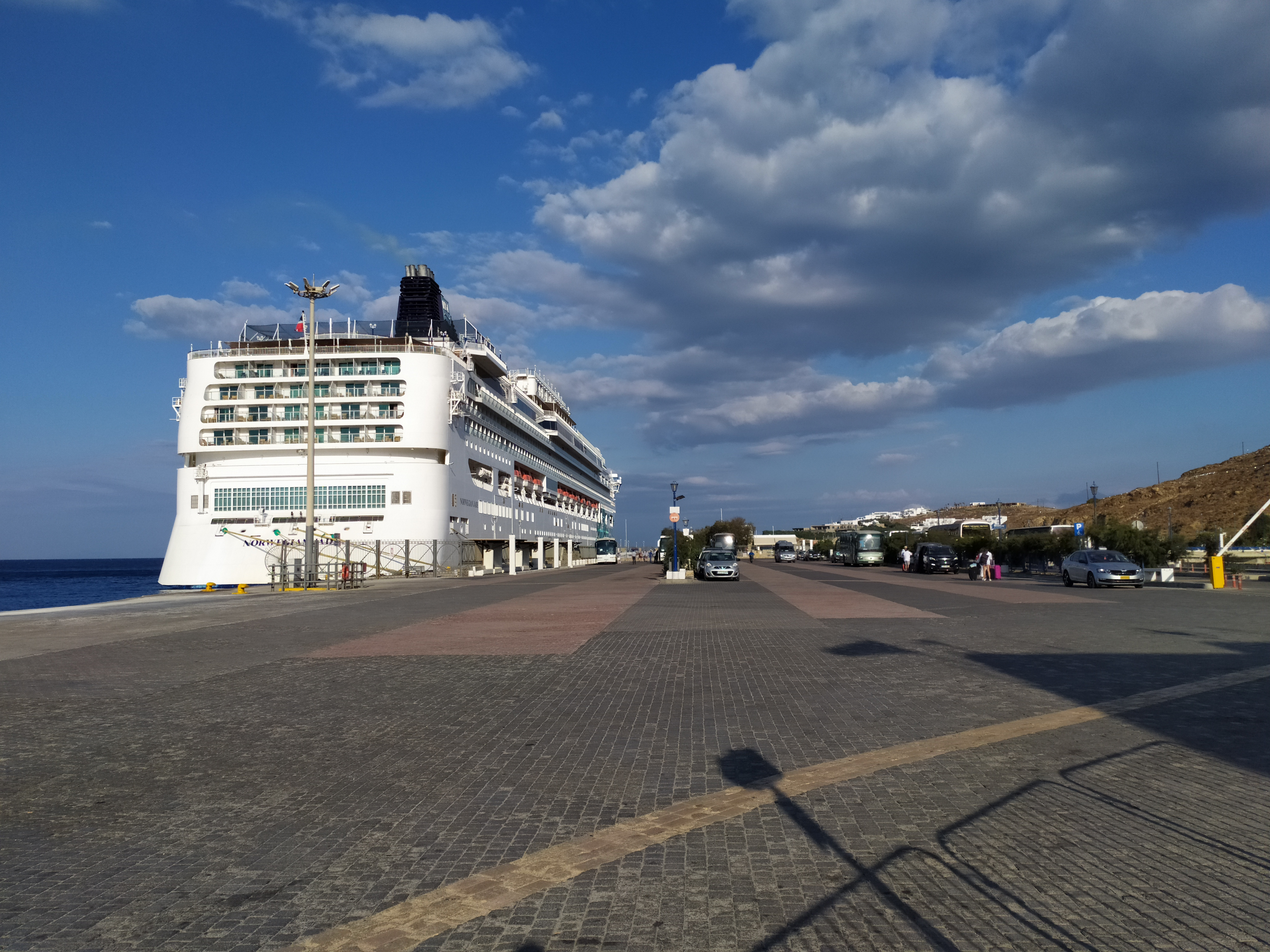
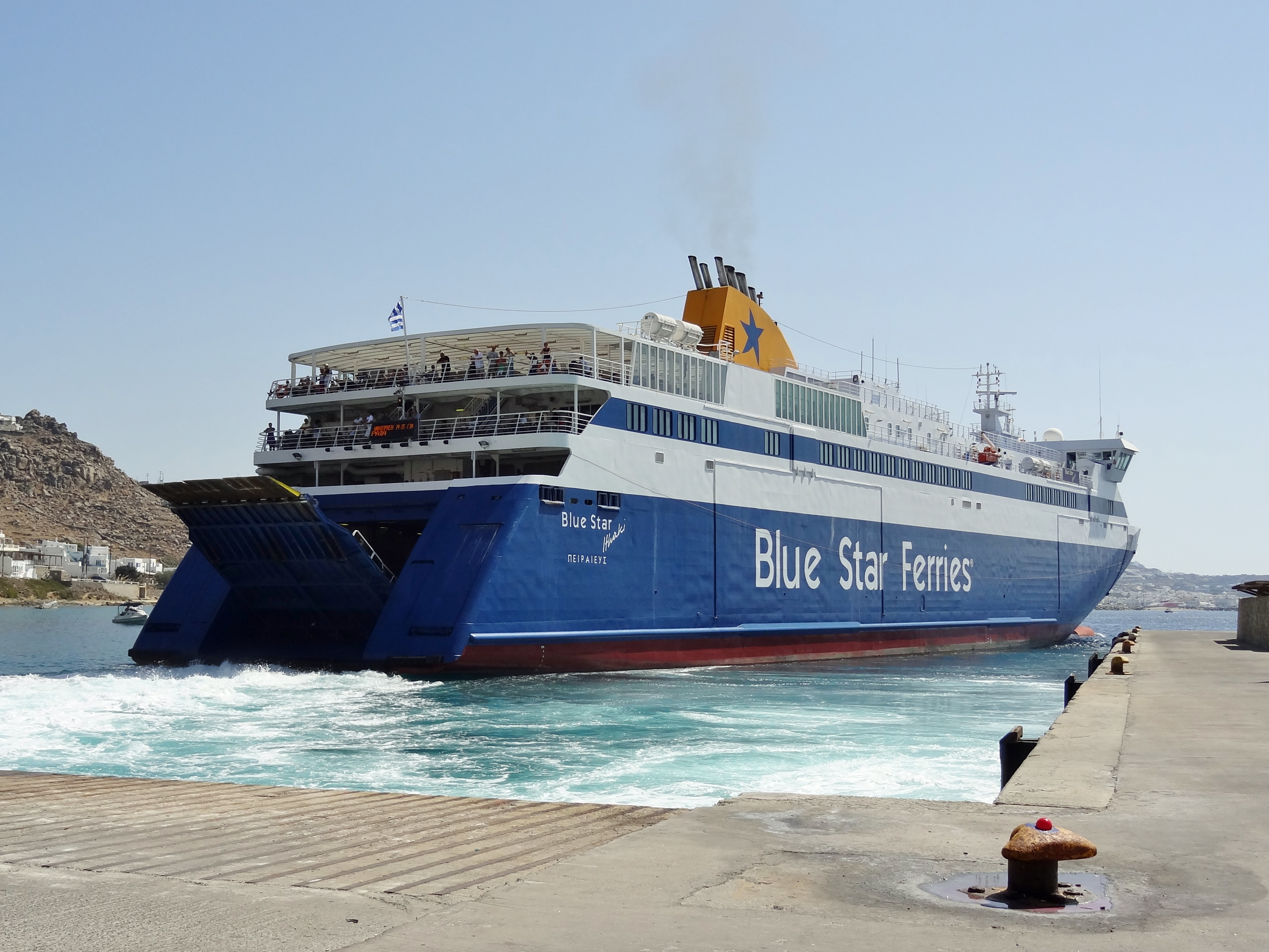
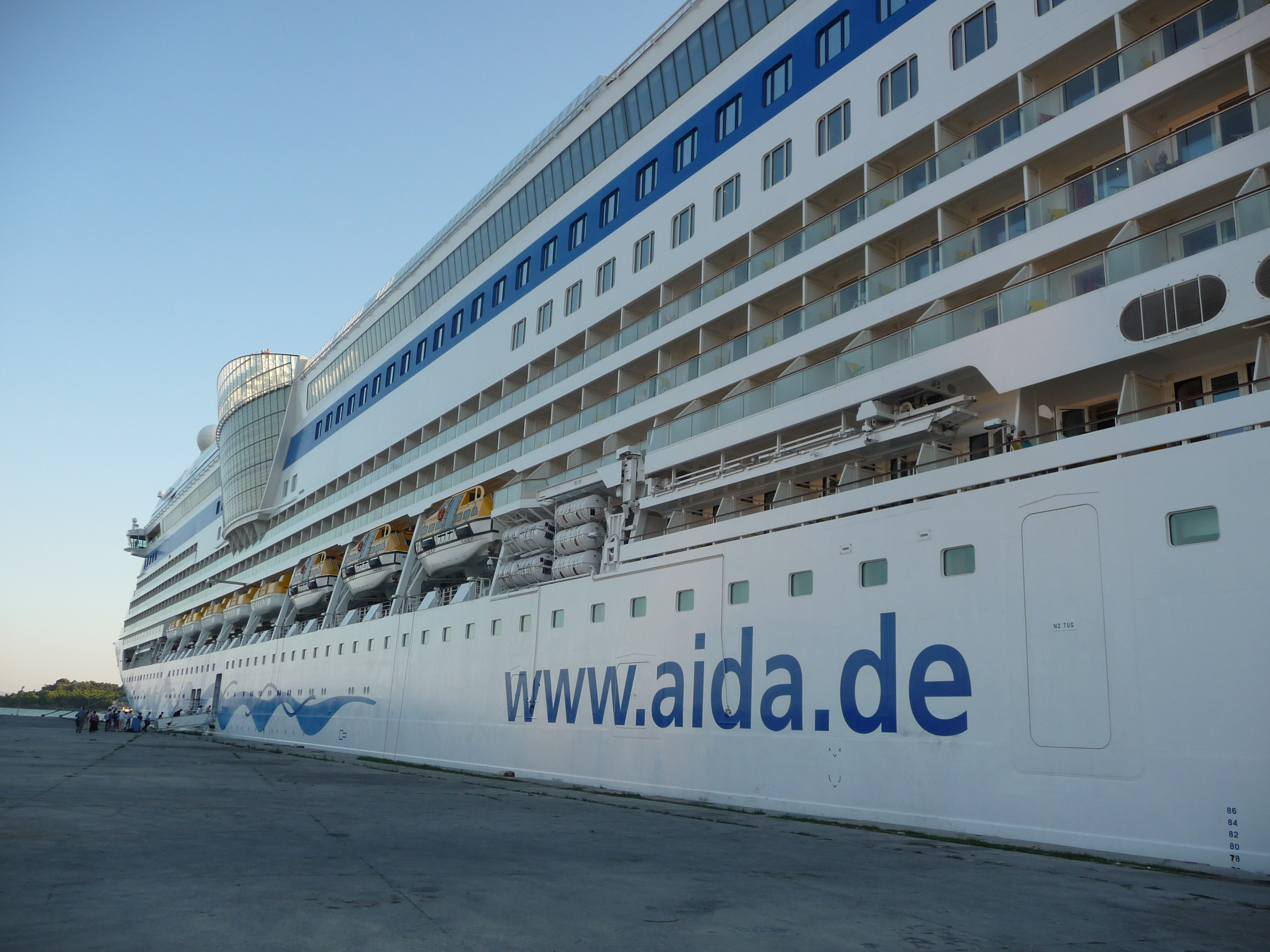

Le phare de Mýkonos, à 3 km au nord, balise l'entrée du chenal maritime navigable vers l'île voisine de Tínos, au nord.